# 苓子寮
苓子寮，原寫為苓仔藔，是臺灣臺南市將軍區的一個傳統地域名稱，位於該區東部北側。相較於今日行政區，其範圍大致包括苓仔寮里不含保興宮鄰近地區、忠嘉里東南半葉的東北部邊界地帶。
本地區境內主要聚落為苓仔藔、崁頭藔、中藔，並設有苓和國小。

## 歷史
台灣日治初期，苓子寮地區為一街庄，稱為「苓仔藔庄」（舊制街庄），隸屬於漚汪堡。該庄昔日北邊及東邊北段隔將軍溪與學甲庄為界，東邊南段隔將軍溪及其支流與溪州庄為界，南邊及西邊南段為漚汪庄，西邊北段為巷口庄。
1901年（日治明治三十四年）11月11日，全台廢縣廳改設二十廳，該庄隸屬於鹽水港廳。1904年（明治三十七年）4月1日，該庄編入「漚汪區」，隸屬於鹽水港廳。1906年（明治三十九年）4月1日，鹽水港廳內管轄區域調整，該庄仍隸屬於漚汪區。1909年（明治四十二年）10月25日，全台合併二十廳為十二廳，漚汪區改隸屬於臺南廳。1920年（大正九年）10月1日，全台地方制度大改正，廢十二廳改設五州二廳，該庄改制並雅化為「苓子寮」大字，隸屬於臺南州北門郡將軍庄（新制街庄）。
戰後將軍庄改制為將軍鄉，隸屬於臺南縣，大字亦改制為村。1950年（民國39年）10月25日，雲、嘉、南分治，將軍鄉仍隸屬於臺南縣。2010年（民國99年）12月25日，臺南縣、市合併為直轄臺南市，將軍鄉改制為將軍區，村亦改制為里。

## 聚落
本地區發展較早的聚落為苓仔藔、崁頭藔、中藔（東南半部），在日治初期的官方地圖上已有記載。

## 交通
區道南18線是將軍至苓子寮的道路，其東側端點（終點）位於本地區苓仔藔聚落的區道南19線暨區道南22線路口，其中最末端路段與區道南22線共線。
區道南19線是學甲至佳里的道路，經過本地區芩仔藔聚落。
區道南22線是溪墘寮至苓和的道路，經過本地區中藔、苓仔藔、崁頭藔三個聚落，其中部分路段與區道南18線共線。

## 學校
- 苓和國小